# Madani Bouhouche
Madani 'Dany' Bouhouche (Brussel, 14 juni 1952  - Fougax-et-Barrineuf, 22 november 2005) was een Belgisch rijkswachter. In 1995 werd hij veroordeeld voor zware misdaden waaronder twee moorden en werd ook in verband gebracht met de Bende van Nijvel.

## Biografie
Bouhouche was de zoon van een Algerijnse vader en een Belgische moeder. Van op jonge leeftijd ontwikkelde hij een grote interesse voor vuurwapens en bleef zijn leven lang wapenliefhebber en wapenexpert.
In 1974 werd hij toegelaten tot de school voor onderofficieren en begon zijn loopbaan bij de rijkswacht. In 1977 werd hij ingelijfd bij de drugsafdeling van de Brusselse bewakings- en opsporingsbrigade (BOB), een speciale recherche-eenheid van de rijkswacht. Hij werkte er samen met Robert Beijer, die hij al tijdens zijn opleiding had leren kennen. Samen zouden ze in de jaren 1980 en 1981 een hele reeks criminele activiteiten ontplooien. Toen ontdekt werd dat ze ook officieren hadden afgeluisterd, werden ze uit de BOB verwijderd en elk apart overgeplaatst naar lokale rijkswachtbrigades in de Brusselse agglomeratie.
In 1983 verlieten Bouhouche en Beijer de rijkswacht en startten samen het privédetectivebureau Agence de Recherches et d'Informations. Het kwam geregeld tot onenigheden tussen de twee, onder meer omdat Bouhouche meer en meer in extreemrechtse kringen vertoefde. In 1984 vertrok Bouhouche uit het detectivebureau en had een tijd een wapenwinkel in Jette. Dat belette niet dat hij verder samen met Beijer diefstallen en gewelddaden pleegde.
Bouhouche werd voor het eerst aangehouden in januari 1986 op verdenking van de moord op Juan Antonio Mendez, handelsingenieur bij de Fabrique Nationale de Herstal en net als Bouhouche een wapenverzamelaar met wie hij lange tijd bevriend was. In november 1988 werd hij terug vrijgelaten. Na de moord op een Antwerps diamanthandelaar in 1989 vluchtte Bouhouche naar Spanje, maar werd aangehouden en uitgeleverd. In februari 1995 werd Bouhouche samen met Beijer veroordeeld na een proces voor het Hof van assisen. Het duurde 5 maanden en was het langste uit de Belgische geschiedenis. Bouhouche kreeg 20 jaar dwangarbeid en Beijer 14 jaar cel voor onder meer de moord op een bewakingsagent (in 1982) en de diamanthandelaar (in 1989). De moord op Mendez is tot op heden onopgehelderd.
Vaak wordt geopperd dat Bouhouche samen met Beijer ook betrokken zou zijn geweest bij de Bende van Nijvel. Beiden hebben dit steeds ontkend.
In september 2000 werd Bouhouche voorwaardelijk vrijgelaten (door zijn uitzonderlijk lange voorarrest had hij toen al meer dan de helft van zijn straf uitgezeten). Hij leefde sindsdien in een afgelegen woning nabij Fougax-et-Barrineuf (departement Ariège) aan de voet van de Franse Pyreneeën, waar hij instond voor enkele vakantiehuisjes in de streek. Daar is hij eind november 2005 omgekomen toen hij aan het houthakken was. De Franse gendarmerie, die zijn dood onderzocht, wist aanvankelijk niets van zijn crimineel verleden en gaf toestemming tot crematie. Bouhouches dood raakte in België pas bekend nadat journalist Guy Bouten in december 2005 in Jette sprak met de gescheiden echtgenote van Bouhouche, Anne Quittner. Op dat moment was het nieuws van de dood van Bouhouche niet bekend bij de pers en de cel van Jumet. Een week later gaf Bouten de primeur aan De Morgen en Le Soir. De cel van Jumet bleek erg verrast, want op 2 januari 2006 vertrok een gerechtelijke onderzoekscommissie halsoverkop naar Fougax-et-Barrineuf met de persmeute in haar zog.
Bij onderzoek door Belgische speurders in zijn laatste woonplaats werden een riotgun gevonden, aantekeningen over het proces-Mendez en computerbestanden. Ook kwam aan het licht dat Bouhouche nog steeds contact had met zijn vroegere vrienden in extreemrechtse kringen. Onderzoek, waarvan de resultaten in juni 2006 bekend raakten, wees uit dat de riotgun niet bij de overvallen van de Bende van Nijvel gebruikt is, maar ook dat er in de woonplaats andere wapens hadden gelegen en dat van de computer gegevens zijn gewist.
Bouhouche verscheen in de visuele media als een frêle man met een grote zonnebril. Hij was gehuwd (daarna gescheiden) en vader van enkele kinderen.